# Отворено првенство Ченаја у тенису 2000.
Отворено првенство Ченаја у тенису 2000 (познат и под називом Golden Flake Open 2000) је био тениски турнир који је припадао АТП Интернационалној серији у сезони 2000. Турнир се играо на тврдој подлози. То је било 5. издање турнира који се одржао у Ченају у Индији на СДАТ тениском стадиону од 3. јануара 2000. — 10. јануара 2000.

## Носиоци
| Држава | Играч               | Позиција1 | Носилац |
| ------ | ------------------- | --------- | ------- |
| РУС    | Јевгениј Кафељников | 2         | 1       |
| ФРА    | Седрик Пиолин       | 13        | 2       |
| ШПА    | Карлос Моја         | 23        | 3       |
| ФРА    | Жером Голмар        | 35        | 4       |
| ЗИМ    | Бајрон Блек         | 65        | 5       |
| ИТА    | Лоренс Тилеман      | 87        | 6       |
| САД    | Ронал Аженор        | 96        | 7       |
| ШВЕ    | Андреас Винчигвера  | 98        | 8       |

- 1 Позиције од 27. децембра 1999.[1]

### Други учесници
Следећи играчи су добили специјалну позивницу за учешће у појединачној конкуренцији:
- Сунил Кумар
- Леандер Паес
- Пол Килдери

Следећи играчи су ушли на турнир кроз квалификације:
- Мартин Спотл
- Џејми Делгадо
- Јаоки Иши
- Анди Рам

Следећи играчи су у жреб ушли као "срећни губитници":
- Јиржи Вањек
- Туомас Кетола

### Одустајања
Пре турнира
- Карлос Моја

## Носиоци у конкуренцији парова
| Држава | Играч             | Држава | Играч               | Носиоци |
| ------ | ----------------- | ------ | ------------------- | ------- |
| ЗИМ    | Бајрон Блек       | ИНД    | Леандер Паес        | 1       |
| ЧЕШ    | Мартин Дам        | РУС    | Јевгениј Кафељников | 2       |
| ИЗР    | Ноам Бехр         | ИЗР    | Ејал Ран            | 3       |
| ШПА    | Алекс Лопез Морон | ИТА    | Давиде Сангвинети   | 4       |

### Други учесници
Следећи играчи су добили специјалну позивницу за учешће у конкуренцији парова:
- Жилијен Буте/  Кристоф Рохус
- Жером Голмар /  Јан Крошлак
- Саурав Пања /  Сринат Прахлад

## Шампиони

### Појединачно
Жером Голмар је победио  Маркуса Ханчка са 6:3, 6:7(6:8), 6:3.
- Голмару је то била једина титула те сезоне и друга (од две) у каријери.

### Парови
Жилијен Буте /  Кристоф Рохус су победили  Саурав Пању /  Срината Прахлада са 7:5, 6:1.
- Бутеу је то била прва (од две) титуле у сезони и прва (од четири) у каријери.
- Рохусу је то била једина титула у каријери.